# Dukuh (Mojolaban)
Dukuh is een bestuurslaag in het regentschap Sukoharjo van de provincie Midden-Java, Indonesië. Dukuh telt 4077 inwoners (volkstelling 2010).